# Læbepomade
Læbepomade er en vokslignende substans, som påføres læberne for at give fugt og modvirke tørre og/eller sprunkne læber. 
Læbepomade indeholder ofte bivoks eller carnaubavoks, kamfer, cetylalkohol, lanolin, mentol, paraffin og vaseline. Også sheasmør indgår i nogle læbepomader. Der findes også varianter med solbeskyttelse, smag og farve.
Læbepomadens historie går helt tilbage til Hippokrates' Grækenland i 400-tallet f. Kr., hvor man lavede en sårsalve bestående af olie og voks. Læbepomaden som vi kender den i dag blev udviklet i begyndelsen af 1900-tallet, eksempelvis Beiersdorfs Labello, der blev lanceret i 1909.